# 機器之血
《機器之血》（英語：Bleeding Steel）是一部於2017年上映的中國科幻動作片，由張立嘉執導，成龍、羅志祥、歐陽娜娜和夏侯雲姍領銜主演。電影在2017年12月29日上映後收穫普遍負評，主要批評劇情混亂老套、特效滑稽及演員不專業造成電影的票房不佳，為成龍在賀歲檔期最差的表現。

## 劇情
主要講述了主人公林東為配合一起證人保護計畫而捲入一件原本與己無關的案件中展開……之後，林東終究難逃成為無法掌控的巨大陰謀之下的犧牲品的命運。多年後，當初的種種鬥爭也將因為一本即將出版的科幻巨作而被一一揭露……
一個瀕臨死亡的女孩Nancy(歐陽娜娜 飾)通過在血液中輸入神秘物質的方式僥倖存活。而救活Nancy的人，也正是Nancy的父親，香港特警林東(成龍 飾)在一樁證人保護案中救出的關鍵人物。由於這個秘密，無法與女兒相認的林東只好將Nancy送往澳洲的孤兒院，自己也在澳洲過著隱姓埋名的生活，在暗中關注並保護著女兒Nancy。
2020年，一本關於血液秘密的小說《機器之血》出版，內容正是Nancy的夢。邪惡勢力開始關注這本小說和關於血液的秘密，隨之而來的是對Nancy的爭奪。年輕人李森(羅志祥 飾)也加入到保護Nancy的行動之中，令林東感到十分意外。經歷了一番你死我活的戰鬥，最終邪不壓正，而李森作為復仇者的真實身份也露出水面。

## 演員
| 演員          | 角色   | 备注                                               |
| 成龍          | 林東   | 一名國際特工，為配合證人保護計劃捲入了一件棘手案件 |
| 羅志祥        | 李森   | 身份成謎的駭客                                     |
| 歐陽娜娜      | Nancy  | 擁有雙線回憶的神秘少女                             |
| 夏侯雲姍      | 蘇姍   | 同為國際特工，是林東的得力助手                     |
| 卡爾·穆爾維   | 安德烈 | 邪惡而充滿暗黑力量的生化人                         |
| 泰斯·霍布里奇 | 黑衣女 | 身手凌厲的女殺手                                   |
| 蔡書靈        | 西西   | 林東女兒                                           |

## 製作
《机器之血》為成龍、羅志祥和歐陽娜娜首度合作的電影，並由張立嘉執導。張立嘉透露，片中用的槍械皆是真槍實彈。電影將至澳洲拍攝。在開拍前，羅志祥和歐陽娜娜都先在成家班受訓一週，且兩人都對成龍的態度給予好評。

### 拍攝
本片的主體拍攝於2016年7月20日在澳大利亚悉尼進行，並在2016年9月1日於台北舉行開鏡，電影的場景在澳大利亚悉尼歌劇院、北京、台北西門町和信義區等地拍攝。成龍透露在拍悉尼歌劇院一段時，自己沒有吊鋼絲就上場，這讓一旁的羅志祥感到緊張。

## 發行
本片於2017年12月22日在中国大陆上映，2017年12月28日在香港上映，2018年1月12日在台湾上映。

## 票房
《机器之血》上映當天僅獲得了1096萬人民幣，上座率僅4.4%，名列第三，慘輸《妖貓傳》和《芳華》。同時這也是成龍在賀歲檔期跌最慘的一次。首映當週收获7500万人民幣。電影上映十四天後僅累積了3億人民幣，口碑悽慘，按製片方估计票房得累计7亿元人民币才能回本。

## 評價
《機器之血》的口碑相當不佳。早在電影上映前，编剧鹦鹉史航在微博上發文，表示自己在看過試映後嘲諷，成龍接片功力退步，並認為年輕演員們不太會演戲。此外，歐陽娜娜的演技也被外界質疑和批評，即使工作人員誇她在戲中能「3秒落淚」。香港新浪給了電影極差的評價，故事、角色、造型、台詞等都遭到批評，並認為各方面都不及同年上映的《英倫對決》。外界認為成龍一成不變的風格已令人乏味。
《南華早報》的James Marsh給了電影0.5/5星，認為「成龍最近的電影質量差異很大，這部電影創下各方面新低。」《海峽時報》的葉偉怡給了電影2.5/5星，批評這部電影的故事背景毫無說服力，從設定到服裝都很荒謬。
電影在爛番茄網站上的新鮮指數僅40%，觀眾評分25%，評價慘烈。

## 外部連結
- 互联网电影数据库（IMDb）上《機器之血》的资料（英文）
- 爛番茄上《機器之血》的資料（英文）
- AllMovie上《機器之血》的资料（英文）
- Metacritic上《機器之血》的資料（英文）
- Box Office Mojo上《機器之血》的資料（英文）
- 開眼電影網上《機器之血》的資料（繁體中文）
- 豆瓣电影上《機器之血》的資料 （简体中文）
- 时光网上《機器之血》的資料（简体中文）